# تطفر الأنواع
تطفر الأنواع والتحول هي أفكار تطورية في القرن التاسع عشر لتغير نوع واحد إلى نوع آخر أو أنواع أخرى، سبقت نظرية تشارلز داروين في الانتقاء الطبيعي. كان التحوّل الفرنسي مصطلحًا استخدمه جان باتيست لامارك عام 1809 لنظريته، ومن بين مؤيدي الأفكار التطورية قبل الداروينية في القرن التاسع عشر نجد ايتيان جيفري سان هيلير وروبرت غرانت وروبرت شامبرز والمؤلف المجهول للكتاب التاريخ الطبيعي للخلق. كانت معارضة المجتمع العلمي لهذه النظريات المبكرة للتطور، بقيادة علماء مؤثرين مثل علماء التشريح جورج كوفيير وريتشارد أوين وعالم الجيولوجيا تشارلز ليل، شديدة. كان الجدل الدائر حولها مرحلة مهمة في تاريخ الفكر التطوري وسيؤثر على رد الفعل اللاحق على نظرية داروين.

## الاصطلاح
كان «التطفر» أحد الأسماء شائعة الاستخدام للأفكار التطورية في القرن التاسع عشر قبل نشر تشارلز داروين كتاب «أصل الأنواع» عام 1859، وقد استخدم «التحويل» من قبل كمصطلح في الكيمياء لوصف تحول المعادن الأساسية إلى ذهب. تشمل الأسماء الأخرى للأفكار التطورية المنتشرة في تلك الفترة «فرضية التطوير» (أحد المصطلحات المستخدمة قبل داروين) ونظرية التدرج المنتظم التي يستخدمها ويليام شيلتون في الصحافة الدورية مثل  «أوراكل أوف ريزن». تستخدم كلمة «التحول» في كثير من الأحيان بنفس سياق التطفر. لعبت هذه الأفكار التطورية في أوائل القرن التاسع عشر دورًا مهمًا في تاريخ الفكر التطوري.
كان على المفكرين التطوريين في القرن الثامن عشر وأوائل القرن التاسع عشر ابتكار مصطلحات لتسمية أفكارهم، لكن جوزيف غوتليب كولروتر كان أول من استخدم مصطلح «التطفّر» للإشارة إلى الأنواع التي تُظهِر تغيرات بيولوجية من خلال التهجين.
لم تستقر المصطلحات إلا بعد مرور بعض الوقت على نشر كتاب أصل الأنواع. وصلت كلمة «تطور» متأخرة: يمكن ملاحظتها في الإحصائيات الاجتماعية لهربرت سبنسر عام 1851.

## التطور التاريخي
اقترح جان بابتيست لامارك فرضية حول نقل الأنواع في كتابه «الفلسفة الحيوانية» الصادر عام 1809. لم يؤمن لامارك أن جميع الكائنات الحية تشترك في سلف مشترك، بل كان يؤمن أن أشكال الحياة البسيطة أُنشئت بشكل مستمر عن طريق الجيل التلقائي. لقد اعتقد أيضًا أن قوة حياة فطرية، وصفها أحيانًا بأنها سائل عصبي، دفعت الأنواع لتصبح أكثر تعقيدًا بمرور الوقت، فتتقدم على سلم خطي من التعقيد مرتبط بسلسلة الوجود العظمى. أدرك لامارك أن الأنواع تتكيف مع بيئتها، وشرح هذه الملاحظة بقوله أن نفس السائل العصبي يؤدي إلى زيادة التعقيد، ويسبب تغير أعضاء الحيوان (أو النبات) بناءً على استخدام أو إهمال تلك الأعضاء، تمامًا كما تتأثر العضلات بالتمرين. أضاف أن هذه التغييرات ستورّث للجيل القادم وتؤدي إلى تكيف بطيئ مع البيئة المحيطة. أصبحت هذه الآلية الثانوية للتكيف من خلال وراثة الخصائص المكتسبة مرتبطةً ارتباطًا وثيقًا باسمه ومؤثرةً في مناقشات التطور في القرن العشرين.
كانت مدرسة بريطانية متطرفة للتشريح المقارن (مدرسة إيدنبره) ينتمي إليها الجراح روبرت نوكس وعالم التشريح روبرت جرانت على اتصال وثيق بمدرسة لامارك للتحول الفرنسي، والتي ضمّت علماء مثل إتيان جوفروي سانت هيلير. طوّر غرانت أفكار لامارك وإراسموس داروين حول التطفّر والتطور، محققًا بالتماثل لإثبات النسب المشترك. انضم تشارلز داروين طالبًا شابًا إلى غرانت في التحقيق بدورة حياة الحيوانات البحرية، ودرس الجيولوجيا مع البروفيسور روبرت جيمسون الذي نشرت مجلته ورقة مجهولة الكاتب عام 1826 فيها مديح للامارك لأنه شرح كيف تطورت «الحيوانات العليا» من «أكثر الديدان بساطة» - كان هذا أول استخدام لكلمة «تطورت» بالمعنى الحديث. أُغلِقت دورة جايمسون بمحاضرات عن «أصل أنواع الحيوانات».
نشر رائد الحوسبة تشارلز باباج أطروحة بريدجووتر التاسعة عام 1837، إذ طرح الفكرة القائلة بأن الله كان لديه القدرة الكافية والبصيرة ليخلق كمشرّع إلهي، فيسنّ القوانين التي تنتج الأنواع في الأوقات المناسبة، بدل التدخل باستمرار مع معجزاته في كل مرة كان هناك فيها حاجة إلى نوع جديد. عام 1844 نشر الناشر الإسكتلندي روبرت تشامبرز بشكل مجهول كتابًا مؤثرًا ومثيرًا للجدل حول العلوم الشعبية بعنوان آثار التاريخ الطبيعي للإبداع. قدّم هذا الكتاب سيناريو تطوري لأصول النظام الشمسي والحياة على الأرض، مدعيًا أن السجل الأحفوري أظهر ارتقاءً للحيوانات تكون الحيوانات الحالية فيه فروعًا من الخط الرئيسي الذي يؤدي تدريجيًا إلى البشرية. يعني هذا الطرح ضمنيًا أن عمليات التطفّر أدت إلى كشف خطة استقامية مسبقة منسوجة في القوانين التي تحكم الكون. في هذا السياق، كانت نظريته أقل ماديةً من أفكار المتطرفين مثل روبرت جرانت، لكن افتراضها أن البشر كانوا الخطوة الأخيرة في سلم الحياة الحيوانية أغضب العديد من المفكرين المحافظين. تمكن كل من المحافظين مثل آدم سيدجويك، والماديين الراديكاليين مثل توماس هنري هكسلي، الذين لم يعجبهم ما قدم تشامبرز، من العثور على أخطاء علمية في الكتاب الذي أصبح موضع استخفاف. حتى داروين نفسه استنكر علانيةً «فقر عقل» المؤلف، واصفًا إياه، أي الكتاب، بأنه «فضول فصيح». مع ذلك، فإن التأثير الكبير للنقاش العام حوله، مع تصويره للتطور كعملية تقدمية، سيؤثر بشكل كبير على تلقف العامة لنظرية داروين بعد عقد من الزمن.

## معارضة التطفر
ارتبطت الأفكار المتعلقة بتطفر الأنواع ارتباطًا وثيقًا بالمادية الراديكالية للتنوير وتلقفها بعداوة المفكرون الأكثر تحفظًا. هاجم كوفير أفكار لامارك وجيفري سان هيلير، متفقًا مع أرسطو على أن الأنواع غير قابلة للتغيير. اعتقد كوفييه أن الأجزاء الفردية للحيوان ترتبط ارتباطًا وثيقًا بعضها ببعض فلا تسمح لجزء أن يتغير بمعزل عن البقية، وجادل بأن السجل الأحفوري أظهر أنماطًا من الانقراضات الكارثية يتبعها ظهور أنواع جديدة تستوطن الأرض، بدلاً من التغير التدريجي مع مرور الوقت. أيضًا أشار إلى أن رسومات الحيوانات والمومياوات الحيوانية من مصر، والتي كان عمرها آلاف السنين، لم تظهر عليها أي علامات على التغيير مقارنة بالحيوانات الحديثة. ساعدت قوة حجج كوفيير وسمعته كعالم بارز في إبقاء الأفكار التطفرية بعيدة عن التيار العلمي الرئيسي لعقود.
في بريطانيا، حيث بقيت فلسفة اللاهوت الطبيعي مؤثرة، كتب ويليام بيلي كتاب اللاهوت الطبيعي بتشبيهه الشهير «صانع الساعات»، كرد على الأفكار التطفرية لإراسموس داروين. قام الجيولوجيون المتأثرون باللاهوت الطبيعي، مثل باكلاند وسيدويغ، بمهاجمة الأفكار التطورية لامارك وغرانت. على الرغم من أن عالم الجيولوجيا تشارلز ليل عارض الجيولوجيا الكتابية، إلا أنه آمن أيضًا بعدم ثبات الأنواع ورفض نظريات لامارك عن التطور. بدلاً من ذلك، دعا إلى شكل من أشكال الخلق التدريجي، إذ كان لكل نوع «مركز الخلق» الخاص به، وقد صمم لهذ ا الموطن بالتحديد، لكنه سينقرض إذا تغيّر موطنه.
مصدر آخر لمعارضة التطفر هو مدرسة علماء الطبيعة الذين تأثروا بالفلاسفة الألمان وعلماء الطبيعة المرتبطين بالمثالية، مثل غوته وهيجيل ولورنز أوكن. يعتقد المثاليون مثل لويس أغاسيز وريتشارد أوين أن كل نوع كان ثابتًا وغير قابل للتغيير لأنه يمثل فكرة في ذهن المبدع. لقد اعتقدوا أن العلاقات بين الأنواع يمكن تمييزها عن الأنماط التنموية في علم الأجنة، وكذلك في السجل الأحفوري، لكن هذه العلاقات تمثل نمطًا أساسيًا للفكر الإلهي، يؤدي فيه الخلق التدريجي إلى زيادة التعقيد ويتوج بالبشرية كنهاية للمسار التطوري.